# Presto
|  | Aquest article tracta sobre l'indicador musical de tempo. Si cerqueu el motor de renderització, vegeu «Presto (motor de renderització)». |

Presto és un indicador de tempo que s'utilitza en els casos en què la música ha de ser interpretada amb gran rapidesa. Correspon –com tots els indicadors de tempo que s'utilitzen en la música clàssica– a un adjectiu italià, i significa «ràpid». Correspon a una velocitat d'entre 168 i 200 pulsacions per minut (ppm).
És un dels indicadors de tempo emprats més aviat, ja a mitjan segle xvi. Més tard, Adriano Banchieri l'empra juntament amb adagio, allegro i veloce, però en general en aquell període apareix com l'única alternativa a un tempo lent. Així es troba en autors com Michael Praetorius, Claudio Monteverdi o Heinrich Schütz (que preferia la indicació praesto). En tots aquests casos és com una mena de sinònim de tempo giusto contra el qual, indicacions com adagio són com una mena de desviació d'allò que és norma, de la mateixa manera com l'habitual era tocar forte i l'excepció era el piano.
Així, doncs, el terme presto no implica una rapidesa especial al segle xvii. A mitjan segle xviii era força intercanviable amb el qualificatiu allegro: tres versions diferents de la mateixa sisena sonata per a violí de Johann Sebastian Bach porten com a indicació de tempo presto, allegro i vivace.
Però mentrestant, emergia una altra tradició segons la qual presto era més ràpid que allegro; i aquesta acabaria imposant-se. Així ja apareix en un tractat anònim anglès del 1724 titulat A Short Explication. Per tot el que s'ha dit, tots els exemples de presto anteriors a aquestes dates han de ser tractats amb cura. De mica en mica, al llarg del segle xviii va anar essent acceptat com el qualificatiu de tempo més ràpid de tots, a excepció del seu superlatiu prestissimo. Però simultàniament, alguns es mostraven contraris a fer servir el prestissimo; aquest és el cas de Mozart que, a la seva simfonia Haffner demanava que el presto del darrer moviment s'interpretés el màxim de ràpid possible.
Tot i que originàriament el mot era un adjectiu, com a indicador únic d'un moviment, va sofrir una certa substantivació, de manera que sovint es pot trobar l'expressió «un presto» o «el presto de la simfonia ...» per referir-se a un moviment que té aquesta indicació. Però també ha funcionat com a adjectiu d'altres indicadors de tempo, en especial de l'allegro; així, doncs, un allegro presto és un allegro ràpid o, en definitiva, un allegro més ràpid que si no tingués aquest qualificatiu. Semblantment un allegro prestissimo com els que Verdi demana a Falstaff i a Il Trovatore.
A part de ser un indicatiu de velocitat, tant presto com prestissimo també s'empren com a indicadors de caràcter i d'expressió.